# اندیس روستای منوچهر
روستای منوچهر یک اندیس فلزی است که در حوالی شهر رزن استان همدان قرار دارد و مادهٔ معدنی موجود در آن، آهن است. سنگ میزبان این اندیس شیل است و دیرینگی آن به دوران الیگومیوو میوسن می‌رسد.